# Поткоава (Келераш)
Поткоава (рум. Potcoava) — село у повіті Келераш в Румунії. Входить до складу комуни Індепенденца.
Село розташоване на відстані 85 км на схід від Бухареста, 16 км на північний захід від Келераші, 119 км на захід від Констанци, 146 км на південний захід від Галаца.

## Населення
За даними перепису населення 2002 року у селі проживали 984 особи. Усі жителі села рідною мовою назвали румунську.
Національний склад населення села:
| Національність | Кількість осіб | Відсоток |
| -------------- | -------------- | -------- |
| румуни         | 954            | 97,0%    |
| цигани         | 30             | 3,0%     |